# Chiesa di San Pietro in Colle
La chiesa di Santa Pietro in Colle è una chiesa sussidiaria della parrocchia di Caldiero ubicata nella località Sambon, appartenente al Comune di Caldiero, in provincia e diocesi di Verona; fa parte del vicariato dell'Est Veronese, precisamente dell'Unità Pastorale Pieve.

## Storia
Alcuni studiosi ritengono che San Pietro in Colle corrisponda all’antica pieve di Caldiero, citata nella bolla papale di Eugenio III del 1145, la Piae postulatio voluntatis, ma di questo non c’è certezza.

Basandosi sulla morfologia dell’edificio, sulla tecnica costruttiva e sulla decorazione pittorica interna, si può dire che l’edificio risale alla prima metà del XII secolo.
Tra il Quattrocento e il Cinquecento fu edificata una nuova chiesa nel centro di Caldiero, che divenne sede parrocchiale prima del 1532.

Dalle visite pastorali del Vescovo di Verona Gian Matteo Giberti sappiamo che nel XVI secolo la chiesa era in precarie condizioni e che era diventata una cappella del nuovo luogo di culto costruito nel centro abitato.
Nel Settecento vi fu l’apertura in facciata delle due finestre rettangolari, mentre alla fine dello stesso secolo, precisamente nel 1796, l’edificio fu restaurato.
Altri interventi di restauro risalgono al 2002, a cura dell’architetto Michele Zambelli, e agli anni 2023-24, a cura degli architetti Gabriele Zorzetto e Angela Blandini.

## Descrizione

### Esterno

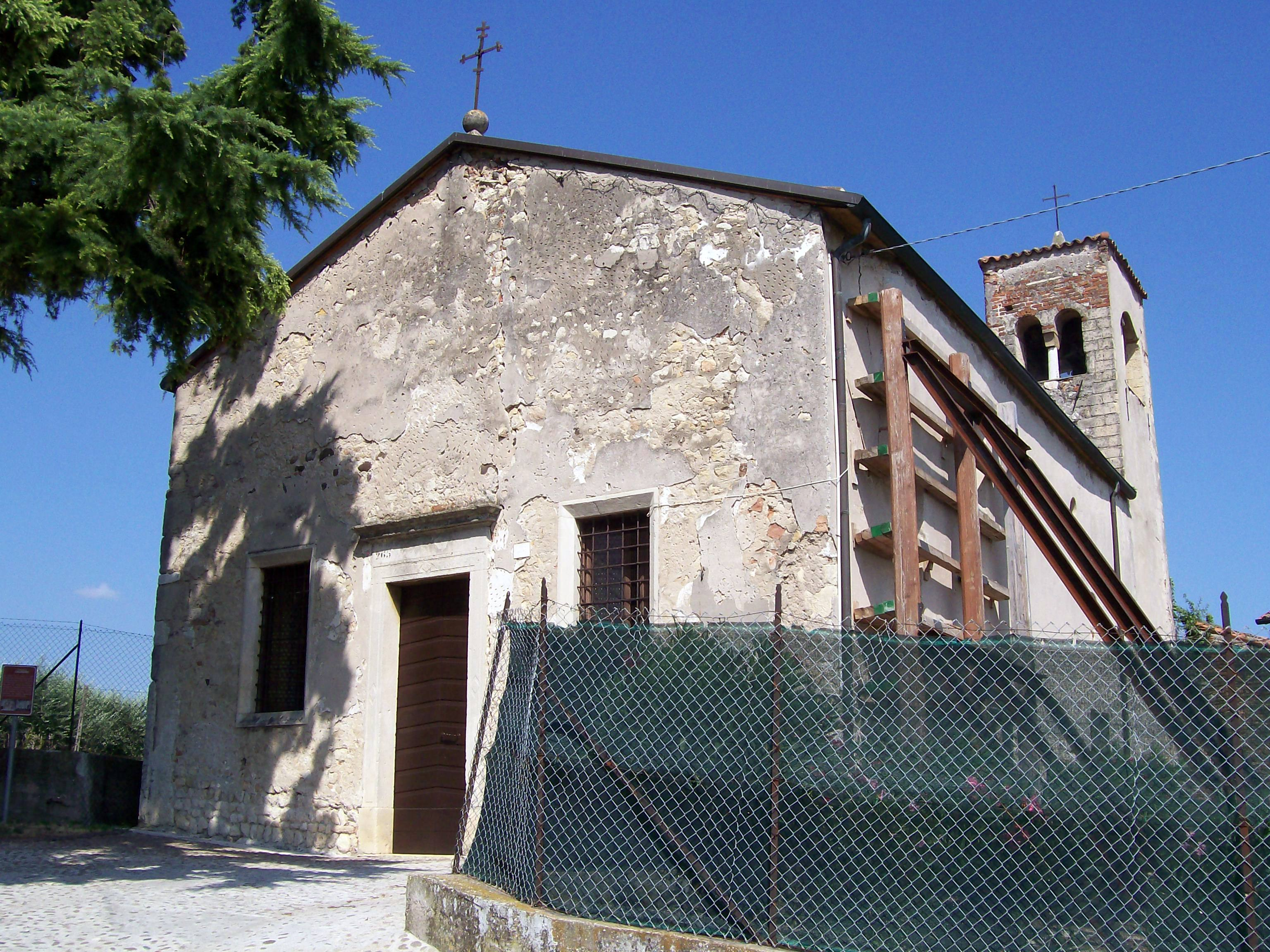
La chiesetta prima degli ultimi lavori di restauro. Evidente il puntellamento di parte della parete sud, dove ora sono presenti due contrafforti.

La facciata a capanna, romanica, rivolta ad ovest, presenta al centro il portale d’ingresso con ai lati due finestre rettangolari che introducono la luce naturale all’interno del luogo di culto.

### Interno
La chiesa si presenta come un’unica aula rettangolare coperta a capriate lignee e pavimentata con pianelle in cotto salvo al centro, dove si trova una lastra sepolcrale in pietra calcarea bianca con l'iscrizione SEPULCRUM/ CO FRATRUM ORATORII/ IMMACULATAE CONCETIONIS/ CALDERY/ 1690.
Nei pressi dell'ingresso vi è una acquasantiera rotonda con la scritta In nomine Domini nostri Jesu Cristi amen, databile al XII secolo.
Sulla parete meridionale due piccole monofore introducono la luce naturale nell’edificio, dove sono presenti parti di affreschi recentemente recuperati, costituiti da teorie di santi con scritte ormai illeggibili, risalenti al XII-XIII secolo e da Madonne in trono del Trecento.
 
Il paramento murario è interamente visibile, mostrando sia antiche finestre tamponate sia discontinuità riconducibili a fasi edilizie diverse.
Il presbiterio, rialzato di un gradino in pietra bianca, pavimentato sempre con pianelle di cotto, presenta un altare in muratura verso il popolo, frutto di un intervento di adeguamento liturgico conseguente al Concilio Vaticano II che ha comportato la sostituzione dell’altare maggiore precedente, settecentesco.
Il presbiterio è chiuso da un’abside semicircolare, il cui piano è rialzato di un gradino, coperta da una semicalotta realizzata in blocchetti di tufo. La affiancano due piccole absidi laterali che, in quanto inserite nello spessore del muro, si presentano come due nicchie.

Nell'abside centrale vi è un altarino con tabernacolo, mentre è da segnalare l'abside laterale settentrionale, al cui interno vi è una Maestà (Cristo nell'ovale), soggetto tipico della fine del XII secolo, con ai fianchi San Pantaleone e un altro Santo.

Nell'abside centrale vi è la figura di un santo vescovo, forse il titolare della chiesa, San Pietro.

Evidente la presenza del campanile, che, inglobato nell'edificio, presenta nella base una piccola sacrestia, occultando l'abside laterale sinistra.

L'attuale situazione asimmetrica fu causata da un ampliamento del presbiterio, che comportò l'abbattimento del pilastro simmetrico di sinistra e all'avanzamento dell'arco trionfale. Non si sa quando fu effettuata questa operazione, ma probabilmente vi era una cappellina simmetrica a quella che si nota oggi a destra, sulla base della torre campanaria, dove è posto il simulacro della Madonna del Carmine

## Campanile

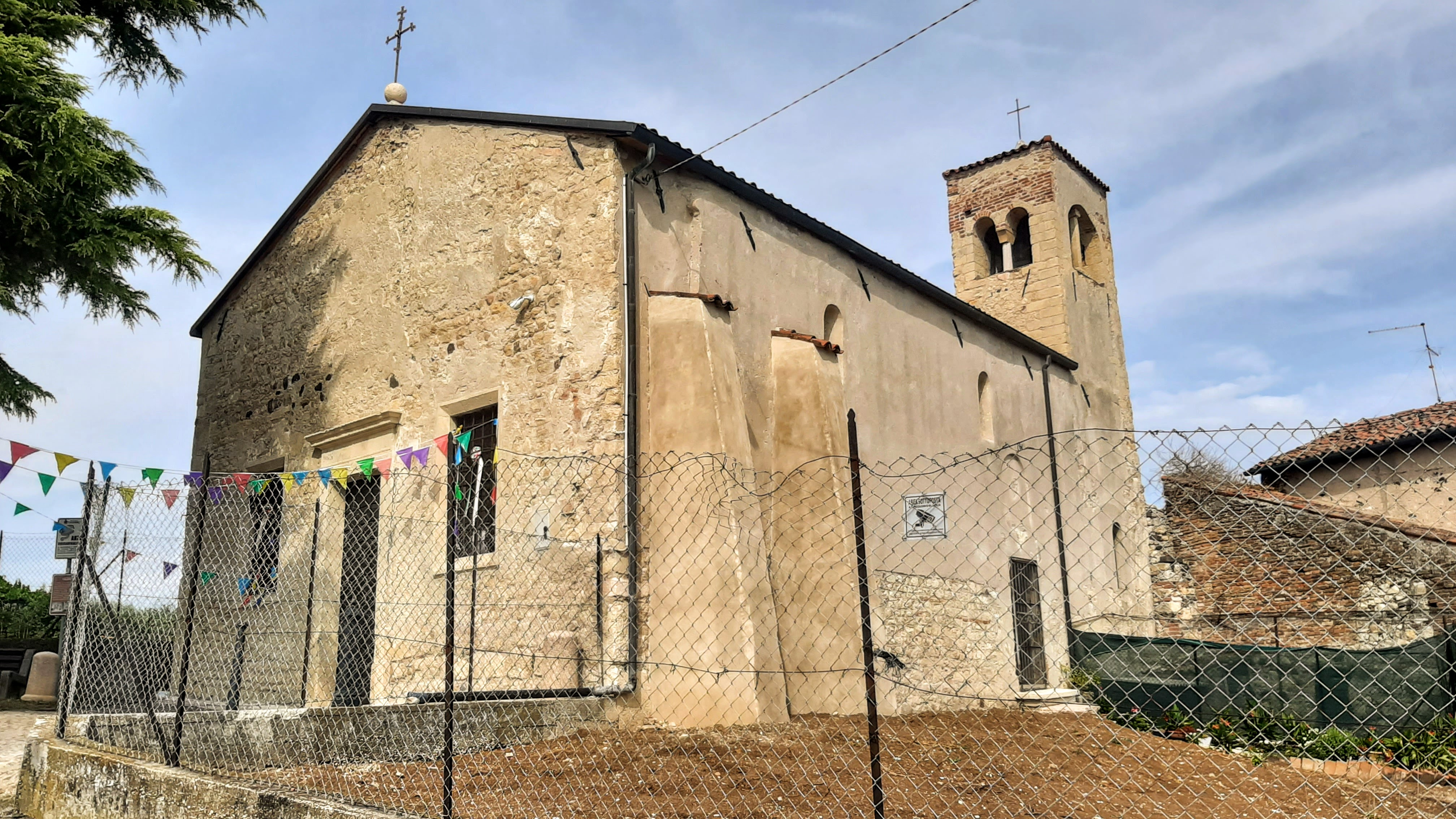
Il campanile, inglobato nell’edificio.

Il campanile, sul lato sud del presbiterio, inserito nel corpo della chiesa come in San Michele ad Arcè, salvo per il pilastro interno qui presente, a pianta quadrata e con il basamento che funge da sacrestia, presenta una struttura muraria in laterizio, tufo e calcare e un rivestimento in intonaco di calce.

La cella campanaria presenta una bifora per lato con capitello a stampella, mentre la copertura è costituita da quattro falde in coppi.